# 유유 (치천경왕)
치천경왕 유유(菑川頃王 劉遺, ? ~ 기원전 75년)는 중국 전한의 황족 · 제후왕으로, 치천왕이며 시호는 경(頃)이다.

## 생애
아버지 치천정왕 유건이 치천정왕 20년(기원전 110년)에 죽어 그 뒤를 이어 치천왕이 되었고, 이듬해인 원봉 2년(기원전 109년)을 원년으로 삼았다. 치천경왕 35년(기원전 75년)에 죽어 아들 유종고가 그 뒤를 이었다.